# Pseudohypsoides bicolor
Pseudohypsoides bicolor är en fjärilsart som beskrevs av Pierre E.L. Viette 1960. Pseudohypsoides bicolor ingår i släktet Pseudohypsoides och familjen tandspinnare. Inga underarter finns listade.